# 港区立笄小学校
港区立笄小学校（みなとくりつ こうがいしょうがっこう）は、東京都港区西麻布三丁目にある公立小学校である。

## 概要
場所がら、帰国子女や外国人児童が多いため、日本語学級を通級として置いている。日本語学級は人気で、他校からの児童も多く通っている。学校選択制前の通学区域の中学校は高陵中学校である。児童数は、年々少しずつ増えており、大体360人前後である。また、声優の小原乃梨子との音読会（朗読会）も行われている。学校名は、所在地の旧名である笄町に由来する。

## 沿革
- 1907年（明治40年）5月26日 - 東京市笄尋常高等小学校として開校
- 1908年（明治41年）4月1日 - 東京市笄尋常小学校と改称
- 1923年（大正12年）9月1日 - 関東大震災の被害を受ける
- 1926年（大正15年）1月23日 - 鉄筋コンクリート造の西側校舎落成
- 1936年（昭和11年）2月25日 - 鉄筋コンクリート造の増築校舎落成
- 1941年（昭和16年）4月2日 - 東京市笄国民学校と改称
- 1943年（昭和18年）7月1日 - 都制により東京都笄国民学校と改称
- 1944年（昭和19年）
  - 4月5日 - 高等科を併設
  - 8月15日 - 栃木県足利郡三和村に学童疎開
- 1945年（昭和20年）4月2日 - 高等科が南山国民学校に移る、第6部隊が校舎を使用
- 1952年（昭和27年）5月27日 - 図書館を設置
- 1974年（昭和49年）
  - 3月6日 - 港区立笄小学校と改称
  - 12月23日 - 校舎改築のため仮校舎に移転
- 1976年（昭和51年）12月11日 - 改築校舎が落成
- 1988年（昭和63年）9月1日 - コンピュータ室開設
- 1991年（平成3年）4月1日 - 日本語学級開設
- 1996年（平成8年）7月5日 - 読売教育賞受賞
- 2004年（平成16年）11月12日 - 港区教育委員会、研究奨励校発表会

## 教育方針
教育目標
人間尊重の精神を基調とし、健康で知性・感性・徳性に富み、広く国際社会に信頼と尊敬を得られる児童を育成する。
「気づき 考え 進んでおこなう 笄の子ども」
小学校の児童数と教員数
| 年度     | 児童総数 | 1年生 | 2年生 | 3年生 | 4年生 | 5年生 | 6年生 | 教員数 | 職員数 |
| -------- | -------- | ----- | ----- | ----- | ----- | ----- | ----- | ------ | ------ |
| 平成23年 | 376人    | 81人  | 52人  | 61人  | 52人  | 60人  | 70人  | 23人   | 9人    |
| 平成24年 | 361人    | 69人  | 77人  | 54人  | 55人  | 47人  | 59人  | 25人   | 9人    |
| 平成25年 | 347人    | 54人  | 69人  | 67人  | 54人  | 50人  | 51人  | 23人   | 7人    |
| 平成26年 | 381人    | 82人  | 56人  | 69人  | 71人  | 55人  | 48人  | 22人   | 3人    |
| 平成27年 | 408人    | 82人  | 78人  | 55人  | 66人  | 73人  | 54人  | 24人   | 4人    |
| 平成28年 | 417人    | 61人  | 84人  | 79人  | 56人  | 66人  | 71人  | 26人   | 4人    |
| 平成29年 | 435人    | 89人  | 60人  | 82人  | 82人  | 55人  | 67人  | 30人   | 4人    |
| 平成30年 | 453人    | 71人  | 89人  | 65人  | 84人  | 85人  | 59人  | 30人   | 4人    |
| 令和元年 | 473人    | 85人  | 73人  | 90人  | 67人  | 75人  | 83人  | 35人   | 5人    |
| 令和2年  | 487人    | 101人 | 84人  | 73人  | 92人  | 64人  | 73人  | 31人   | 4人    |
| 令和3年  | 492人    | 77人  | 96人  | 87人  | 72人  | 95人  | 65人  | 31人   | 4人    |
| 令和4年  | 513人    | 93人  | 80人  | 91人  | 86人  | 73人  | 90人  | 33人   | 5人    |
| 令和5年  | 505人    | 76人  | 95人  | 85人  | 93人  | 84人  | 72人  | 33人   | 5人    |

## 通学区域
住所別通学区域（平成27年4月1日から適用）
| 南麻布五丁目 | 元麻布二丁目 | 元麻布三丁目 | 西麻布一丁目 | 西麻布二丁目       | 西麻布三丁目 四丁目 | 六本木七丁目 |
| ------------ | ------------ | ------------ | ------------ | ------------------ | ------------------- | ------------ |
| 全域         | 1 - 4番      | 4番          | 全域         | 1 - 17番 20 - 26番 | 全域                | 23番         |

進学先中学校（平成27年4月1日から適用）
| 小学校学校名   | 中学校学校名     |
| -------------- | ---------------- |
| 港区立笄小学校 | 港区立高陵中学校 |

## 交通
- 東京メトロ日比谷線 - 広尾駅より徒歩7分

## 関係者
出身者
- 榎本健一 - 俳優、コメディアン / 笄小・南山小・東町小・埼玉川越の小学校・麻布小と転校し南山小37期卒
- 渡辺美佐子 - 女優
- 古谷敏 - 俳優
- 日高敏隆 - 生物学者
- デヴィ夫人
- 安井美沙子 - 元参議院議員
- 小橋めぐみ - 女優
- 前川喜平 - 元文部科学事務次官